# انتبه
انتبه (به لاتین: Entebbe) یک شهر در اوگاندا است که در ناحیه واکیسو واقع شده‌است.

## خصوصیات
انتبه ۵۶٫۲ کیلومترمربع مساحت و ۷۹٬۷۰۰ نفر جمعیت دارد و ۱٬۱۸۰ متر بالاتر از سطح دریا واقع شده‌است.

## خواهرخوانده
شهرهای کلمر (سوئد)، اشکلون و Kalmar Municipality خواهرخوانده‌های انتبه هستند.